# Фридель, Джошуа
Джошуа Фридель (англ. Joshua Friedel; 3 декабря 1986, Нью-Гэмпшир) — американский шахматист, гроссмейстер (2008).
Поделил 1-3 места в Открытом чемпионате США по шахматам 2013 года (вместе с М. Молнером и Х. Сандоррой).

## Биография
Фридель родился и вырос в Гофстауне, Нью-Гэмпшир. Научился играть в шахматы в 1990 году, в возрасте 3 лет. Три года спустя, в 1993 году, в возрасте 6 лет, он стал учеником Н. М. Хала Терри и в том же году принял участие в своём первом турнире.

### Шахматная карьера
В 1995 году, в возрасте 8 лет, Фридель выиграл чемпионат НГ среди любителей (U2000), имея самый низкий рейтинг в открытой секции. На следующий год, в 1996, он выиграл национальный чемпионат К-3 в Тусоне, штат Аризона. Будучи юниором, он часто был лучшим в своей возрастной группе, участвуя в соревнованиях US Cadet (3 раза), Junior Closed (дважды), Denker и World Youth (3). Он выиграл множество турниров в Новой Англии, а также Открытый чемпионат США в экспертной секции в 2000 году в возрасте 13 лет.
В 2001 году, достигнув мастерского уровня в возрасте 14 лет, Фридель работал с гроссмейстерами Ларри Кристиансеном, Григорием Кайдановым и Алексом Голдиным. В 2005 году, в возрасте 18 лет, он стал IM, а незадолго до своего 22-летия, в 2009 году, — GM. За свою молодую шахматную карьеру Джош трижды становился чемпионом штата Нью-Гэмпшир и дважды — Калифорнии. Он также выиграл или занял первое место в нескольких открытых турнирах по всей территории США, включая Pan Am, Eastern, St. Louis, National, American и North American Opens.
Фридель участвовал в шести закрытых чемпионатах США. На соревнованиях 2008 года в Талсе он занял четвёртое место и набрал свою последнюю норму GM. Фридель участвовал в многочисленных международных соревнованиях. Он представлял США на Всемирных интеллектуальных играх 2008 года, а также на двух континентальных чемпионатах (2009 и 2011).

## Изменения рейтинга
| Графики недоступны из-за технических проблем. См. информацию на Фабрикаторе и на mediawiki.org. |